# Barbora Mochowa
Barbora Mochowa (* 30. ledna 1993 Trutnov) je česká zpěvačka, pianistka a skladatelka. Pochází z Trutnova. V dětství se věnovala houslím, poté studovala zpěv na Pražské konzervatoři a VOŠ Jaroslava Ježka.
Několik let působila v dnes již neexistující skupině Sinuhet, se kterou v roce 2014 natočila svou první nahrávku, album Nocturno. V témže roce vydala sólový singl Rise and Shine.
První sólové album Waiting for the White Raven vydala o dva roky později. V rámci hudebních cen Žebřík získala druhé místo v kategorii Objev roku. Na produkci se podílel Matouš Godík (Bratři Orffové), u dvou skladeb také Martin Peřina. Na albu Mochowou doprovází smyčcové kvarteto Unique Quartet, se kterým dodnes také koncertuje.
V roce 2019 a 2020 se stala finalistkou českého národního kola Eurovision Song Contest s písněmi True Colors a White & Black Holes. Obě písně vznikly ve spolupráci s producentem Viliamem Bérešem.
Nyní s Viliamem Bérešem pracuje na novém albu Will o' the Wisp, jehož vydání se plánuje na rok 2022.
Hudba Barbory Mochowé se nese v duchu zasněného popu s prvky filmové hudby.

## Diskografie
- Sinuhet
  - Nocturno, 2014
- sólová alba
  - Waiting For The White Raven, 2016

singly
True Colors, 2019
White & Black Holes, 2020
Wait for Life, 2021